# Chinnapalli, Bangarapet
Chinnapalli là một làng thuộc tehsil Bangarapet, huyện Kolar, bang Karnataka, Ấn Độ.